# Miner (Missouri)
Miner és una població dels Estats Units a l'estat de Missouri. Segons el cens del 2000 tenia 1.056 habitants.

## Demografia
Segons el cens del 2000, Miner tenia 1.056 habitants, 408 habitatges, i 290 famílies. La densitat de població era de 99,4 habitants/km².
Dels 408 habitatges en un 31,9% hi vivien nens de menys de 18 anys, en un 57,4% hi vivien parelles casades, en un 9,6% dones solteres, i en un 28,7% no eren unitats familiars. En el 25,2% dels habitatges hi vivien persones soles el 12,3% de les quals corresponia a persones de 65 anys o més que vivien soles. El nombre mitjà de persones vivint en cada habitatge era de 2,48 i el nombre mitjà de persones que vivien en cada família era de 2,92.
Per edats la població es repartia de la següent manera: un 24% tenia menys de 18 anys, un 8% entre 18 i 24, un 26,7% entre 25 i 44, un 26% de 45 a 60 i un 15,2% 65 anys o més.
L'edat mitjana era de 38 anys. Per cada 100 dones de 18 o més anys hi havia 89,4 homes.
La renda mitjana per habitatge era de 30.750 $ i la renda mitjana per família de 35.132 $. Els homes tenien una renda mitjana de 28.611 $ mentre que les dones 18.487 $. La renda per capita de la població era de 17.409 $. Entorn del 16,3% de les famílies i el 18,6% de la població estaven per davall del llindar de pobresa.

## Poblacions més properes
El següent diagrama mostra les poblacions més properes.